# Alte Bergstraße 421

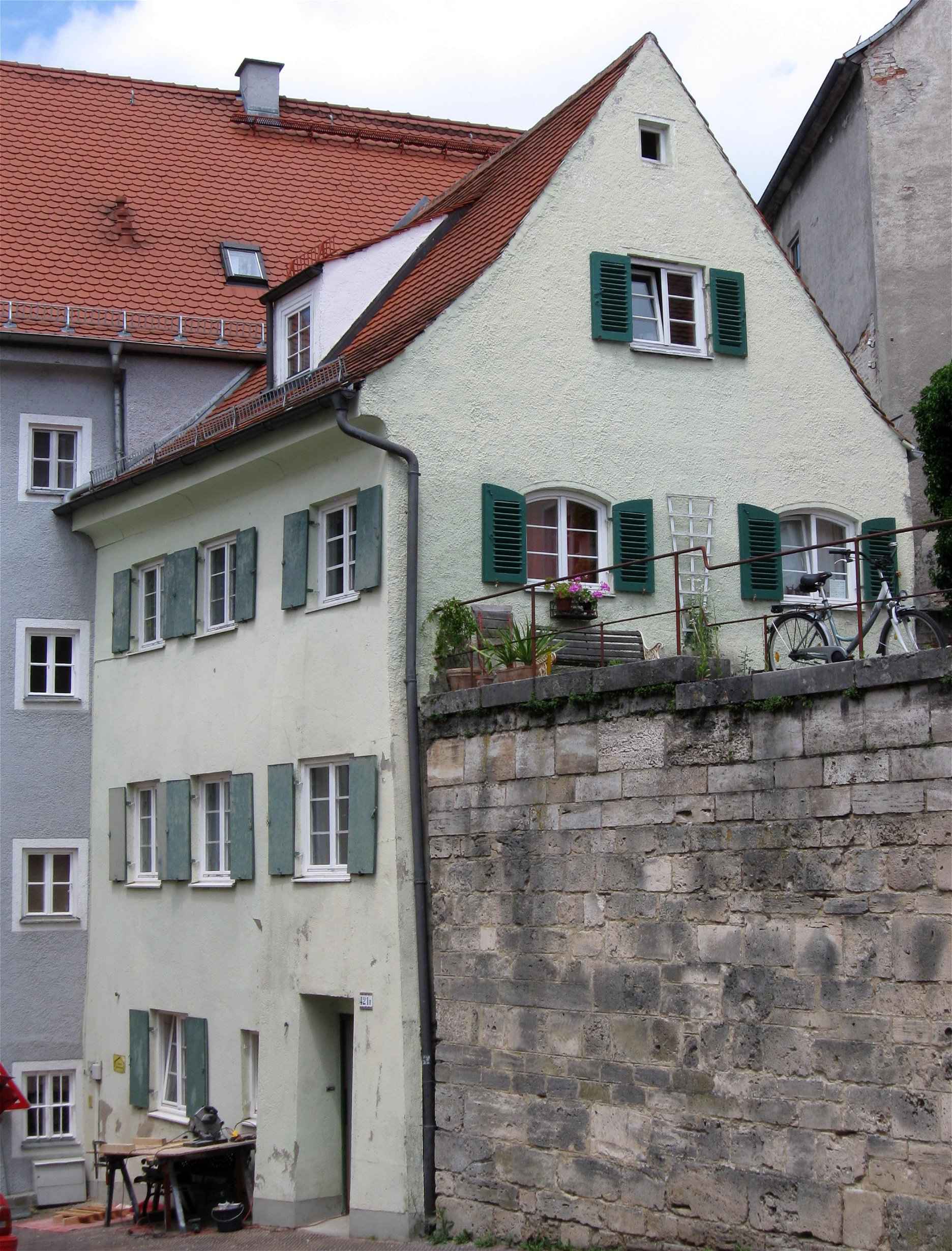
Haus Alte Bergstraße 421 in Landsberg am Lech (2012)

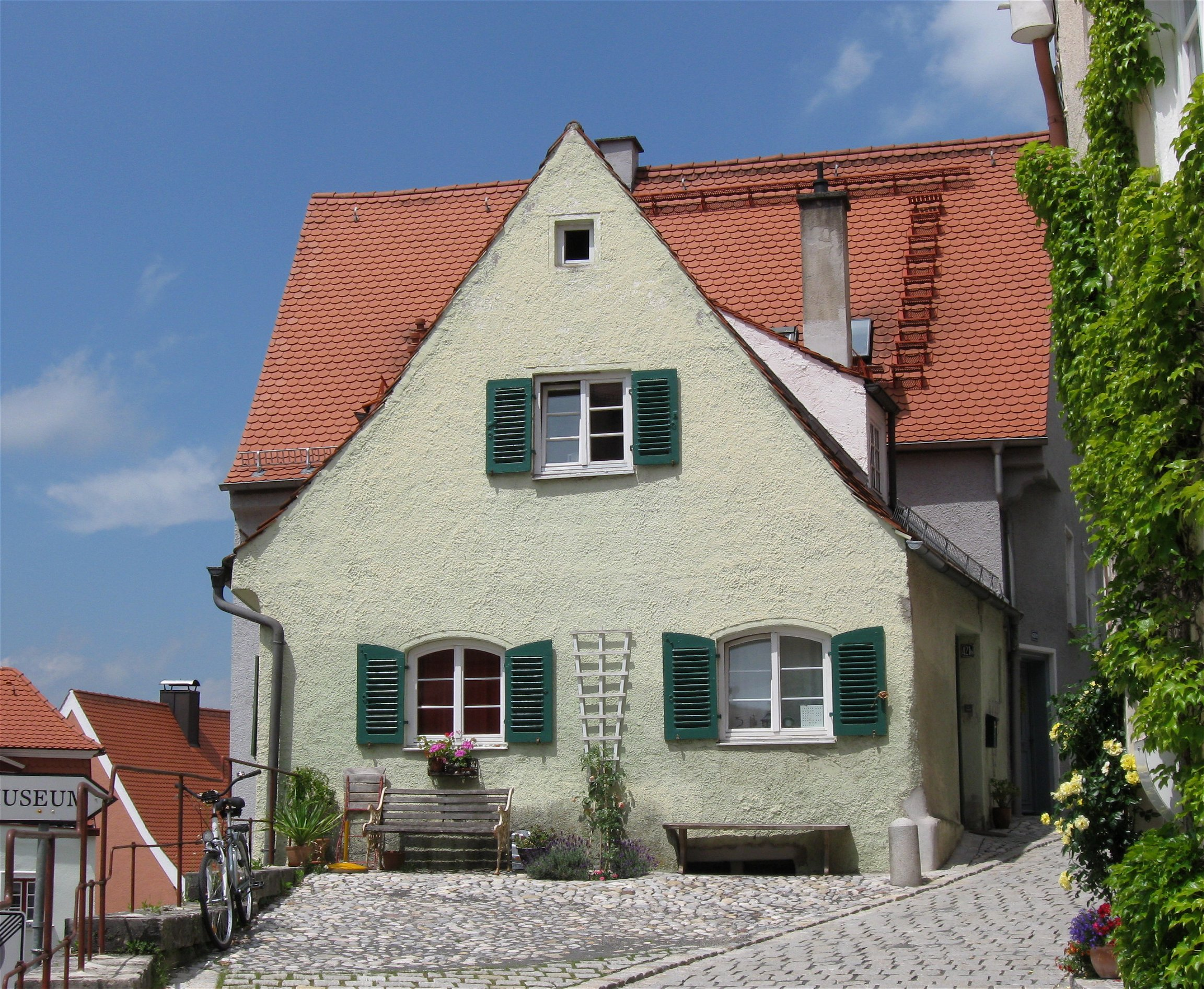
Ansicht des Obergeschosses von der Von-Helfenstein-Gasse

Das Gebäude Alte Bergstraße 421 in Landsberg am Lech, der Kreisstadt des oberbayerischen Landkreises Landsberg am Lech, wurde im Kern wohl im 14. Jahrhundert errichtet und Ende des 19. Jahrhunderts umgebaut. Das ursprünglich als Wohnhaus mit Werkstatt eines Handwerkers genutzte Gebäude ist ein geschütztes Baudenkmal.

## Beschreibung
Der dreigeschossige Traufseitbau ist aus Lechkieseln und Ziegelsteinen errichtet. Das Haus mit Satteldach steht in steiler Hanglage auf trapezförmigem Grundriss im spitzen Winkel der hier aufeinandertreffenden Alten Bergstraße und der Von-Helfenstein-Gasse. Die nordöstliche, eingeschossige Traufseite wird von der Gasse, die südwestliche, dreigeschossige Traufseite von der Bergstraße erschlossen. Der zweigeschossige Niveauunterschied wird durch eine der südöstlichen Giebelseite vorgebaute Stützmauer aus Tuffstein aufgefangen. 
Die Fassade ist nur durch ein gekehltes Kastengesims gegliedert. Nur die giebelseitigen Fenster sind mit Stichbögen ausgeführt. Sie besitzen alle grüne Holzläden. Die Schleppgaube an der Bergstraße wurde nach 1945 hinzugefügt. 
In den Jahren 1988/89 wurde das Gebäude entkernt und modernisiert.